# Joseph Ludwig von Armansperg
Joseph Ludwig, comte von Armansperg (en grec : Ιωσήφ Λουδοβίκος Άρμανσμπεργκ) né le 27 février 1787 à Bad Kötzting, dans l'Électorat de Bavière, et mort le 3 avril 1853, à Munich, en Bavière, est un diplomate et homme d'État bavarois. Il assure la présidence de la régence du royaume de Grèce pendant la minorité du roi Othon Ier. Il est aussi Premier ministre de ce dernier durant une courte période.

## Biographie
Pendant l'occupation de 1815, il est nommé conseiller de guerre, ordonnateur en chef de l'armée bavaroise auprès du général de Wrede, lui-même gouverneur général des départements du Loiret et de l'Yonne.
Il est ministre de l'Intérieur et ministre des Finances (1826-1828) puis ministre des Affaires étrangères et ministre des Finances (1828-1831) du gouvernement bavarois sous le règne de Louis Ier. Il est considéré comme un monarchiste libéral politiquement et comme un conservateur sur le plan économique. Il est aussi partisan du Zollverein.
Lorsque le trône de Grèce est offert à Othon, le second fils du souverain bavarois, en 1832, Armansperg est désigné pour accompagner le nouveau roi de Grèce. Louis Ier le nomme président du Conseil de Régence avec deux autres régents : Carl Wilhelm von Heideck et Georg Ludwig von Maurer. Un secrétaire particulier, Karl von Abel, les accompagne. Les quatre hommes ne s'entendent pas. Armansperg, plutôt favorable au Parti anglais, a de la peine à imposer ses idées à ses collègues plutôt favorables au Parti français.
Lorsque le roi Othon est déclaré majeur en 1835, Armansperg devient chef du gouvernement. Il est renvoyé après le mariage du souverain avec la princesse Amalia d'Oldenbourg. Il retourne en Bavière en 1837.

## Vie familiale
Il est le fils du comte Joseph Felix von Armansperg et de la baronne Ludovica Verger von Moosdorf. Il est également le petit-fils du chancelier Franz Xaver Josef von Unertl (de).
Il épouse en 1816 Therese von Weichs (1787-1859), d'où :
- Louise (1818-1835), épouse de Michael Kantakuzenos (1812-1882) ;
- Sara Carolina Antonia Clara Sophia (1819-), épouse du prince Demetrius Kantakuzenos (1817-1877) ;
- Karolina (1821-1888), épouse de Julius Fröbel (1805-1893) ;
- Maria Catharina Walburga Theresia Elisabetha (1828-1850), épouse du baron Julius Bernhard von Eichthal (1822-1860).